# 小帶鋸牙脂鯉
小帶鋸牙脂鯉，為輻鰭魚綱脂鯉目脂鯉亞目頂器脂鯉科的其一種，分布於南美洲蓋亞那Mazaruni與Berbice河流域，體長可達3.2公分，棲息在底中層水域，生活習性不明。